# Jókai ningen Bem
Jókai ningen Bem (japonsky 妖怪人間ベム, Jókai ningen Bemu) je 26dílný japonský televizní anime seriál z produkce studia Dai’iči Dóga, který byl premiérově vysílán od 7. října 1968 do 31. března 1969 na televizní stanici Fuji TV.
Studio Comet předělalo původní seriál do nového, jenž byl premiérově vysílán od 1. dubna do 7. října 2006 na stanici Animax.
Na motivy animovaného seriálu vznikl 10dílný hraný televizní seriál, který vysílala od 22. října do 24. prosince 2011 stanice NTV. Filmové pokračování bylo v japonských kinech uvedeno 15. prosince 2012 a utržilo 11,5 milionu dolarů.
K 50. výročí od vzniku seriálu byl oznámen v pořadí už třetí animovaný seriál. Pracovalo na něm studio LandQ Studios a byl premiérově vysílán pod názvem Bem od 14. července do 13. října 2019 na televizní stanici TV Tokyo. Kvůli žhářskému útoku na Kyoto Animation byla premiéra čtvrtého dílu, jež měla proběhnout 4. srpna 2019, odložena na 18. srpen 2019. Společnost Funimation seriál licencovala a souběžně jej vydávala v anglickém znění. Filmové pokračování Gekidžóban Bem: Become Human, které vyrobilo studio Production I.G, bylo vydáno 2. října 2020. Funimation film streamovalo na svých internetových stránkách dne 29. října 2020.
Dne 11. září 2020 byl vydán spin-offový hraný film Jókai ningen Bela.

## Postavy
- Bem (japonsky ベム, Bemu)

Dabing: Kijoši Kobajaši (seriál, 1968), Kazuhiko Inoue (seriál, 2006) a Kacujuki Koniši (seriál, 2019)
- Bela (japonsky ベラ, Bera)

Dabing: Hiroko Mori (seriál, 1968), Kaori Jamagata (seriál, 2006) a Mao Ičimiči (seriál, 2019)
- Belo (japonsky ベロ, Bero)

Dabing: Mari Šimizu (seriál, 1968), Ai Horanai (seriál, 2006) a Kenšó Ono (seriál, 2019)